# 許庚身
許庚身（1825年—1893年），字星叔，號吉珊，浙江杭州府仁和縣人，晚清重臣，崇尚天文、算術、輿地諸學。

## 生平

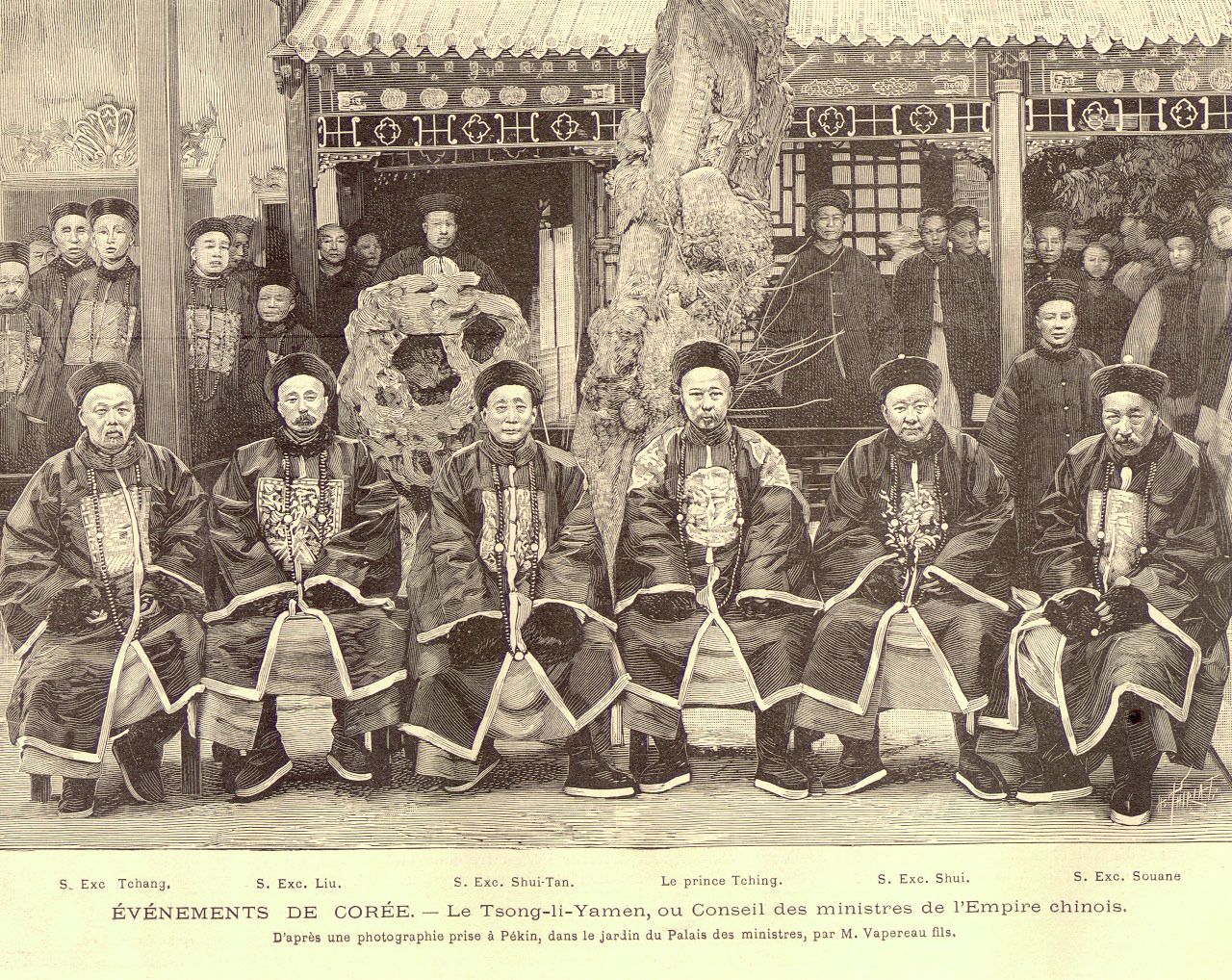
总理衙门大臣合影。右起：孙毓汶、徐用仪、庆亲王奕劻、许庚身、廖寿恒、张荫桓。

許庚身是咸豐二年（1852年）壬子科舉人，考取內閣中書。同治元年（1862年），以在任官員的身份登壬戌科二甲第二名進士，授侍讀，充方略館纂修官、提調官。許庚身在軍機處任職近三十年，曾參與策畫對太平軍和捻軍的軍事行動。九年（1870年）任鴻臚寺少卿，十二年（1873年）任光祿寺卿，光緒四年（1878年）任太常寺卿，五年（1879年）任大理寺卿，七年（1881年）升禮部右侍郎，八年（1882年）改刑部右侍郎。
中法戰爭爆發，十年（1884年）許庚身以刑部右侍郎身份任軍機大臣，兼總理各國事務衙門大臣，堅持以「馭夷無上策，可羈縻，不可遷就」的態度對待法國。十四年（1888年）升兵部尚書，十九年（1893年）加太子少保，同年十二月二日卒於官，享年六十九歲，諡恭慎。

## 家族
父許乃谷；伯父許乃濟；叔父許乃普、許乃釗。外祖父徐端，河道總督。弟許樾身娶徐端孫女。女婿張元濟。許庚身之子娶軍機大臣孫毓汶之女。

## 延伸阅读
[在维基数据编辑]
 《清史稿/卷439》，出自趙爾巽《清史稿》
 在维基共享资源阅览影像

## 外部鏈接
- 許庚身 （页面存档备份，存于）

| 官衔          | 官衔                                                                               | 官衔          |
| ------------- | ---------------------------------------------------------------------------------- | ------------- |
| 前任： 彭玉麟 | 兵部漢尚書 光緒十四年七月壬子－光緒十九年十二月庚戌 （1888年8月9日－1894年1月8日） | 繼任： 孫毓汶 |